# 東郷理代
東郷 理代（とうごう りよ、1975年7月20日 - ）は、日本のプロボクサー。階級はスーパーバンタム級。アルファボクシングジム（現山木ボクシングジム）所属。宮崎県立都城商業高等学校卒業。初代OPBF東洋太平洋女子バンタム級王者。

## 来歴
高校卒業後に上京しトラックドライバーとして勤務を続ける。

### JWBC
L-1ジムでボクシングを始め、デビュー戦の2004年9月18日に水野真基子をTKOで沈め勝利。
デビュー3戦連続KO勝利を樹立するが、2005年3月に後のIBFチャンピオンステイシー・リールと対戦して判定負け。6月にはこれがデビュー戦となった塩田華子にKO負けを喫し、1度引退。

### JBC
しかし、2008年にJBCが女子を解禁すると、復帰を決意して山木ジムの門を叩く。JBCボクサーライセンスを取得して、12月10日の横浜文化体育館にて三好喜美佳戦でJBCデビュー。1回KOで勝利し、この大会のMVPである「富久信介杯」を獲得。
2009年11月、後楽園ホールで三好とダイレクトリマッチも引き分け。
2010年11月21日、周南市にて森本烈を1回TKOで降す。
2011年4月21日、三たび三好と対戦し、3回TKO勝利。
2012年4月4日、横浜アリーナでの亀田興毅・清水智信ダブル世界戦の前座でそれまで5戦全勝だったノル・グロ（フィリピン）を4回TKOで退ける。
6月25日、勝又ジム50周年記念興行（メインは亀田大毅・ウォーズ・カツマタのダブル世界前哨戦）にてJWBC時代の元日本王者菊川未紀と対戦して4回TKO勝利。

#### 世界王座挑戦
7月14日、メキシコに乗り込み、ジェネス・ペレスが持つWBA女子世界バンタム級王座に挑戦する。王座奪取に成功すれば36歳11ヶ月25日で当時藤岡奈穂子が持っていた日本人最年長世界王座記録を更新していたが、0-3判定で復帰後初の敗戦を喫し戴冠ならず。

#### 東洋太平洋王座獲得
11月4日、大阪のIMPホールで川西友子との初代OPBF東洋太平洋バンタム級王座決定戦に挑み、判定で初タイトル獲得。藤岡奈穂子を抜き当時としては日本人女子最年長となる37歳3ヶ月15日での奪取だった（8日後につのだのりこに更新される）。

#### 東洋太平洋王座陥落
2013年2月27日、川崎市とどろきアリーナにて三好喜美佳相手に初防衛戦を行う（WBA世界フライ級ファン・カルロス・レベコ vs 黒田雅之とのダブルタイトルマッチ）が、1-2の僅差判定で初防衛失敗。

#### メキシコでアップセット
4月27日、メキシコシティのアレナ・メヒコにて「メキシコ・日本対抗戦」の一戦として元WBCフライ級王者マリアナ・フアレスとWBC女子インターナショナルスーパーフライ級王座と同世界挑戦権を懸けて対戦。初回に元世界王者をダウンさせてそのままTKO勝利のアップセットを演じ、WBCインターナショナル王座を獲得した。
7月13日、再びメキシコでインターナショナル王座初防衛戦としてフアレスとダイレクトリマッチを行うが、0-3判定負け。

#### 東洋太平洋王座返り咲き
10月22日、後楽園ホールのセミファイナルで東洋太平洋王座返り咲きを狙い三好と5度目の対戦。5回に偶然のバッティングで三好が目尻をカットし負傷判定となり、3-0で勝利し東洋太平洋王座奪還に成功。

#### 引退
12月24日、引退を表明。2014年3月6日に初防衛戦として前の試合で山田紗暉をTKOして初黒星を付けたフィリピンからの輸入選手ハニー・カツマタを迎え撃つと報道されていたが、引退により返上され、同門の元WBA女子世界スーパーフライ級王者天海ツナミとカツマタの王座決定戦になった。

## 戦績
- JBC公認前:5戦 3勝 3KO 2敗
- JBC公認後:12戦 8勝 6KO 1分 3敗

| 戦           | 日付           | 勝敗 | 時間    | 内容        | 対戦相手                  | 国籍           | 備考                                              |
| ------------ | -------------- | ---- | ------- | ----------- | ------------------------- | -------------- | ------------------------------------------------- |
| 1            | 2004年9月18日  | 勝利 | 3R 1:29 | TKO         | 水野真基子(Fギャラクシー) | 日本           | プロデビュー戦                                    |
| 2            | 2004年10月10日 | 勝利 | 2R 1:07 | TKO         | 向麻紀(トクホン真闘)      | 日本           |                                                   |
| 3            | 2004年11月6日  | 勝利 | 2R 1:42 | TKO         | 四十内としえ(青春塾)      | 日本           |                                                   |
| 4            | 2005年3月13日  | 敗北 | 4R      | 判定0-3     | ステイシー・リール        | アメリカ合衆国 |                                                   |
| 5            | 2005年6月12日  | 敗北 | 2R 1:24 | KO          | 塩田華子                  | 日本           |                                                   |
| 6            | 2008年12月10日 | 勝利 | 1R 1:34 | KO          | 三好喜美佳(新田)          | 日本           |                                                   |
| 7            | 2009年11月17日 | 引分 | 4R      | 判定1-0     | 三好喜美佳(新田)          | 日本           |                                                   |
| 8            | 2010年11月21日 | 勝利 | 1R 2:07 | TKO         | 森本烈(新日本周南)        | 日本           |                                                   |
| 9            | 2011年4月21日  | 勝利 | 3R 1:51 | TKO         | 三好喜美佳(新田)          | 日本           |                                                   |
| 10           | 2012年4月4日   | 勝利 | 4R 1:10 | TKO         | ノル・グロ                | フィリピン     |                                                   |
| 11           | 2012年6月25日  | 勝利 | 4R 1:50 | TKO         | 菊川未紀(東海)            | 日本           |                                                   |
| 12           | 2012年7月14日  | 敗北 | 10R     | 判定0-3     | ジェネス・ペレス          | メキシコ       |                                                   |
| 13           | 2012年11月4日  | 勝利 | 8R      | 判定3-0     | 川西友子(大阪帝拳)        | 日本           | OPBF東洋太平洋女子バンタム級王座獲得              |
| 14           | 2013年2月27日  | 敗北 | 8R      | 判定1-2     | 三好喜美佳(川崎新田)      | 日本           | OPBF東洋太平洋女子バンタム級王座陥落              |
| 15           | 2013年4月27日  | 勝利 | 1R 1:58 | TKO         | マリアナ・フアレス        | メキシコ       | WBC女子インターナショナルスーパーフライ級王座獲得 |
| 16           | 2013年7月14日  | 敗北 | 10R     | 判定0-3     | マリアナ・フアレス        | メキシコ       | WBC女子インターナショナルスーパーフライ級王座陥落 |
| 17           | 2013年2月27日  | 勝利 | 5R      | 負傷判定3-0 | 三好喜美佳(川崎新田)      | 日本           | OPBF東洋太平洋女子バンタム級王座獲得              |
| テンプレート |                |      |         |             |                           |                |                                                   |

## 獲得タイトル
- 初代東洋太平洋女子バンタム級王座（防衛0=陥落）
- WBC女子インターナショナルスーパーフライ級王座
- 第3代東洋太平洋女子バンタム級王座（防衛0）